# كوزاني
كوزاني : (باليونانية: Κοζάνη)، (بالإنجليزية:Kozani)، مدينة يونانية تقع في شمال البلاد، وهي عاصمة منطقة مقدونيا الغربية الإدارية، وأيضاً مركز إحدى مقاطعاتها والتي تحمل نفس اسم المدينة.

## الموقع، السكان والتسمية
تقع المدينة على ارتفاع 710 أمتار عن مستوى سطح البحر في جنوب الهضبة التي تفصل جبل فيرميون من الشرق، وجبل فورنينوس، جبل أسكيو من الغرب.
تبعد كوزاني مسافة 128 كيلومتر عن سالونيك، وَ 445 كيلومتر عن أثينا.
يبلغ عدد سكان المدينة حوالي الخمسين ألف نسمة وبالتالي تكون المدينة الأولى من حيث عدد السكان في منطقة مقدونيا الغربية.
يعتقد أن اسم المدينة يعود لكلمة (kožani) في اللغات السلافية الجنوبية، والتي تعني (جلد الماعز).

## التاريخ
توجد في المدينة والمنطقة المحيطة بها عدة أدلة على استيطان بشري يعود لعصور متعددة، إذ وجد في الجزء الشرقي من كوزاني مقبرة تعود للعصر الحديدي المبكر. كانت المنطقة خلال فترة فيليب الثاني المقدوني تدعي إليميا (Eleimia) ووجد جنوب-غرب المدينة آثار مستوطنة كانت تدعى كاليفيا (Kalyvia).
ولكن المدينة الحالية كانت قد أنشئت من قبل بعض المسيحيين الذين هربوا من سهول مقدونيا وإبيروس خوفاً من العثمانيين خلال القرنين الرابع عشر وَالخامس عشر، ورد أول ذكر للمدينة في السجلات العثمانية عام 1528 م كمكان يحتوي مئة منزل.

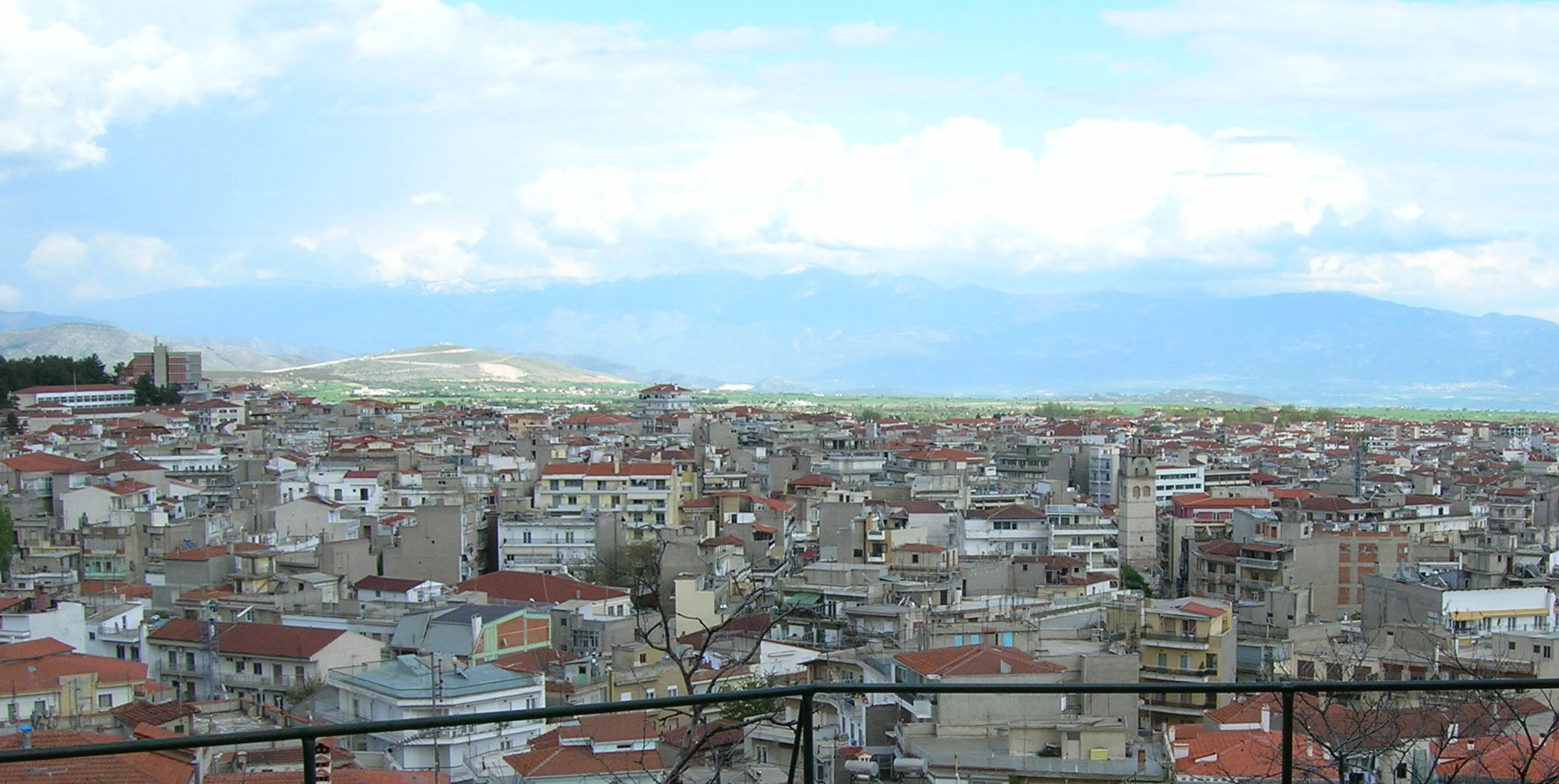
منظر عام لمدينة كوزاني

حصلت المدينة على امتيازات خاص خلال القرن السابع عشر، إثر استصدار فرمان سلطاني مُنع به الأتراك من الاستيطان فيها وأعطي سكانها العديد من الحقوق التجارية والاستقلالية.، ولكن المدينة نهبت من قبل الأتراك مرتين بعد ذلك بقرن عامي 1770 وَ 1830.
دخل الجيش اليوناني المدينة في 11 تشرين الأول/أكتوبر عام 1912 على إثر انتصاره على الجيش العثماني في معركة ساراندابورو. بعد ذلك شهدت المدينة فترة من الازدهار إثر اكتشاف مخزونات كبيرة من الليغنيت في المنطقة المجاورة، حتى أن المدينة أصبحت أكبر منتج للطاقة الكهربائية في اليونان.

## المعالم الأساسية

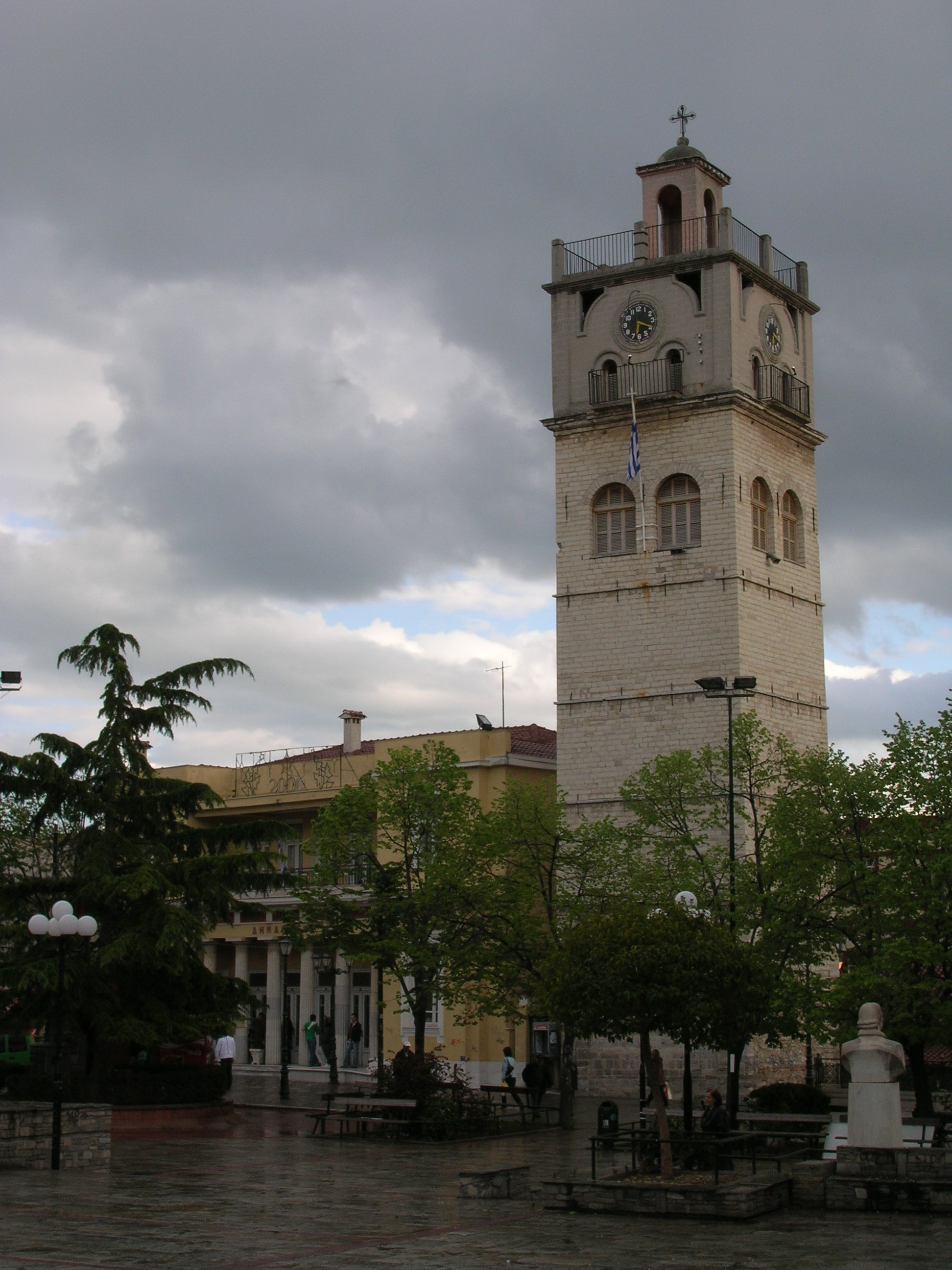
برج الساعة في كوزاني

- كنيسة القديس نقولا (أغيوس نيكولاوس): يعود تاريخ بناءها للعام 1668 م.
- العديد من المنازل والأبنية التاريخية التي تعود للقرن الثامن عشر مثل قصر فوركاس (Vourkas)، قصر لاسانيس (Lassanis)، مدرسة فالتادوريو (Valtadorio)، ومبنى البلدية (الـذيمارخيون).
- متاحف المدينة: وهي المتحق الأركيولوجي، متحف التاريخ المقدوني، متحف الفنون الشعبية، ومتحف التاريخ الطبيعي.
- برج الساعة: ويعود للفترة العثمانية.

## متفرقات
- تعد كوزاني مدينة طلابية نظراً لوجود جامعة غرب مقدونيا، والمعهد التقني العالي لغرب مقدونيا بها، إذ يقطن بها أكثر من 15 ألف طالب.

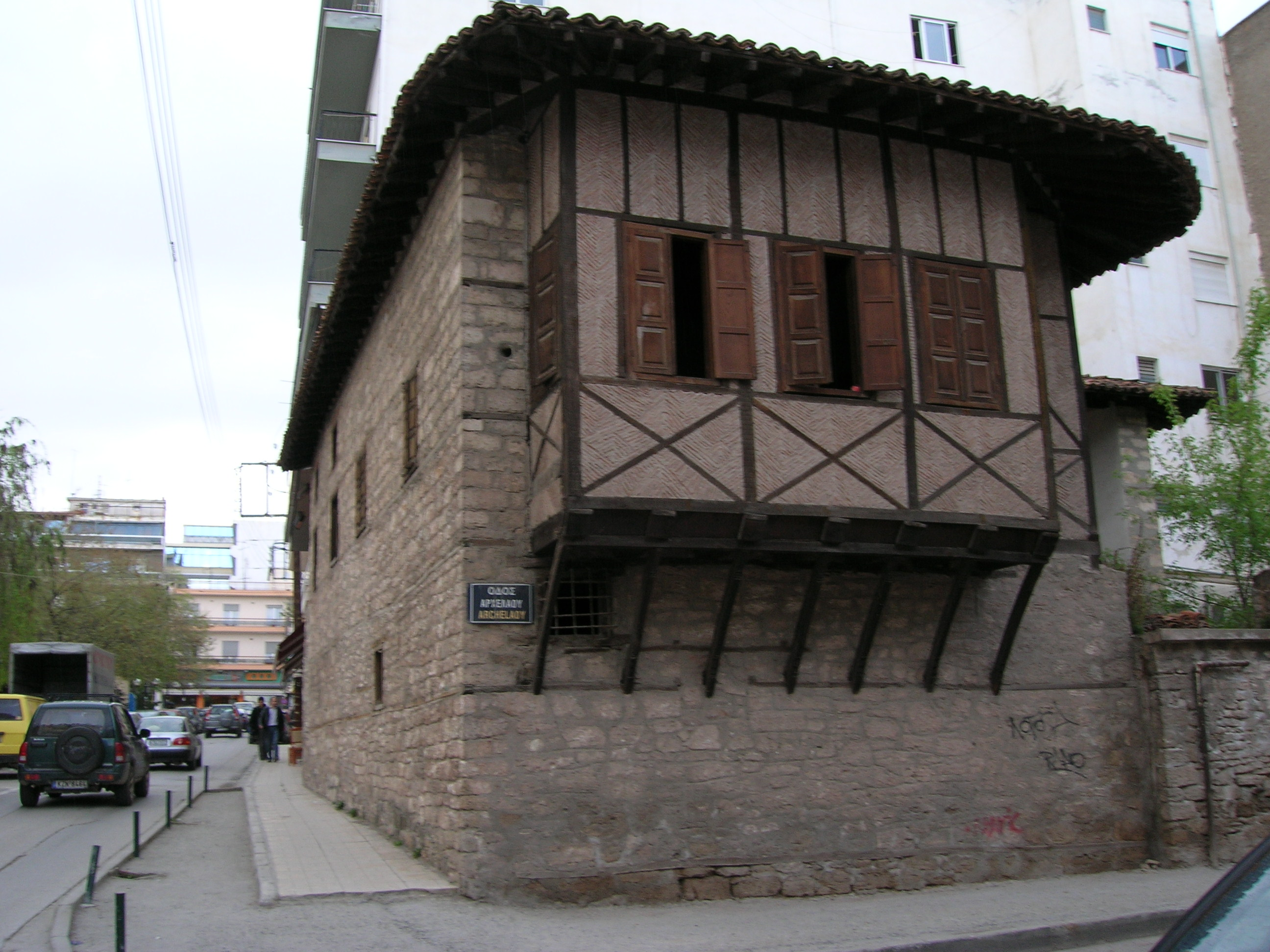
منزل لاسانيس

- المدينة مخدمة بمطار فيليبوس الذي يقع على بعد 3 كيلومتر إلى الجنوب منها.
- أهم نادي كرة قدم في المدينة هو كوزاني أف سي.
- يحدث في المدينة سنوياً ثلاثة كرنفالات أهمها كرنفال نهاية الشتاء، والذي تمارس فيه بعض التقاليد التي تعود جذورها للطقوس الديونيسية.

## معرض صور

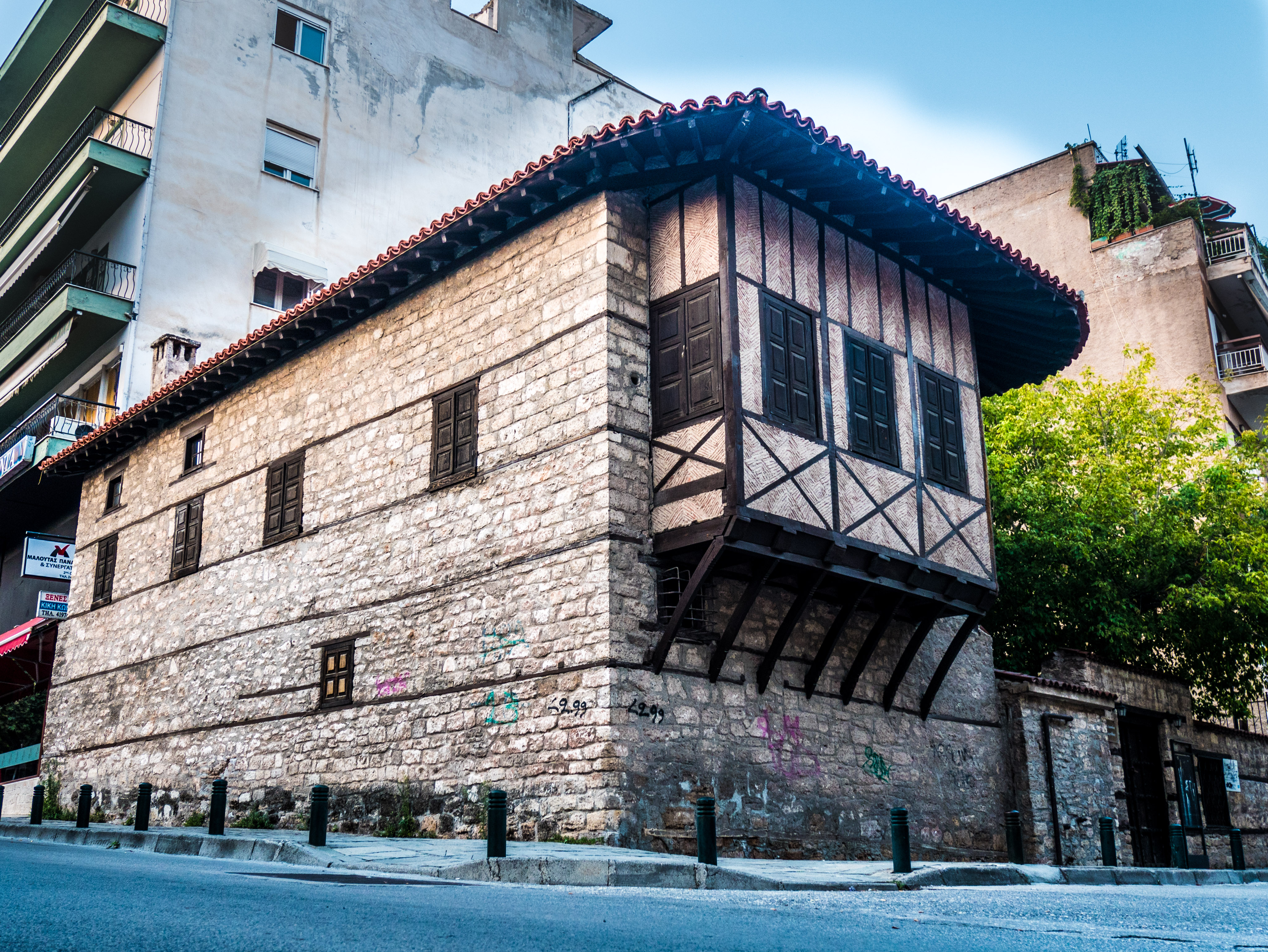
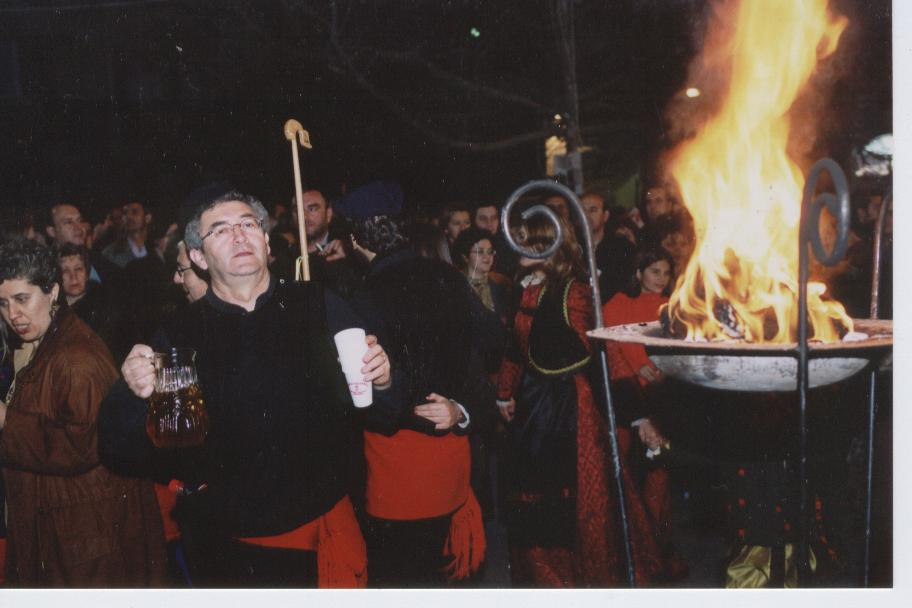
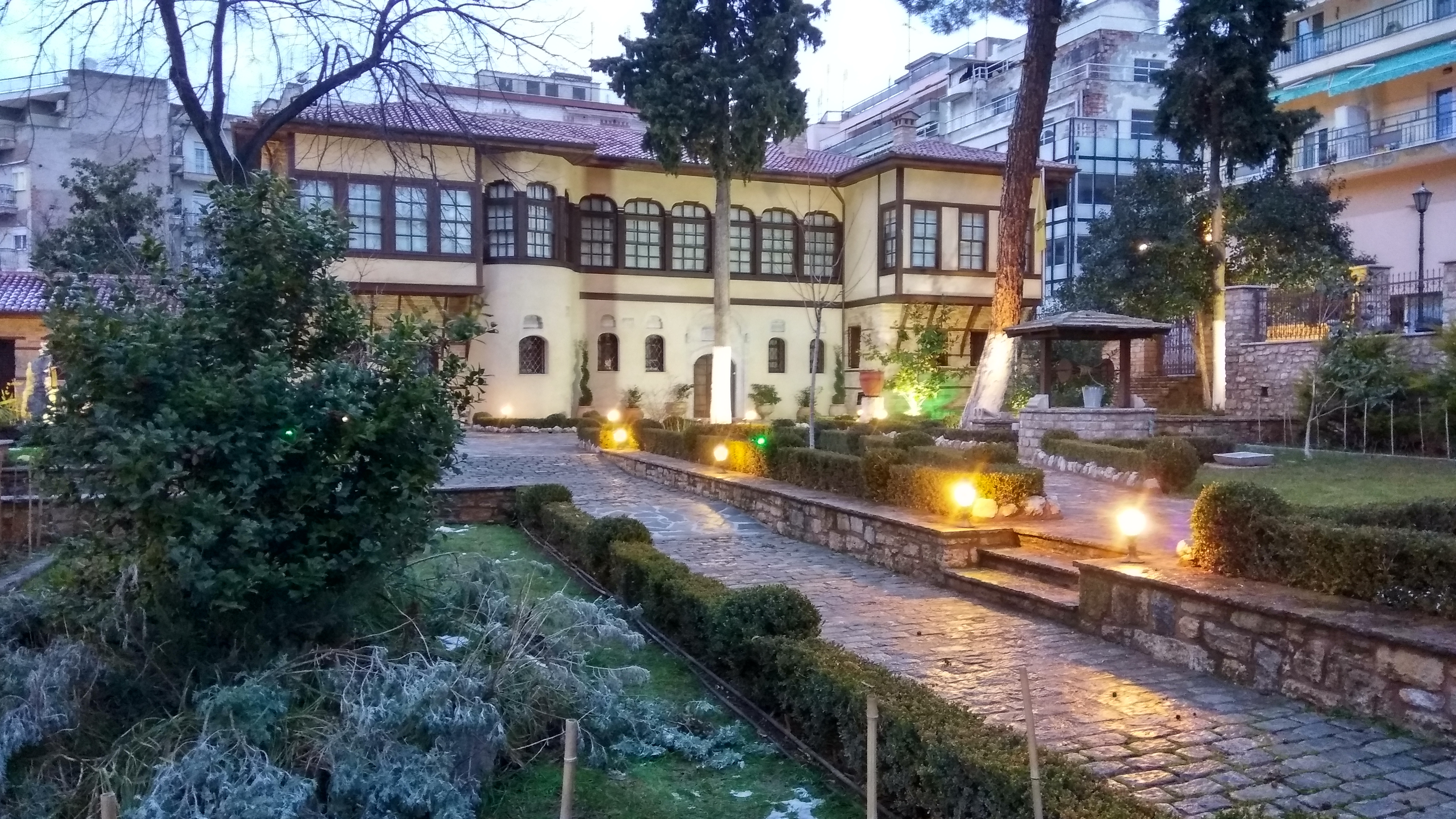
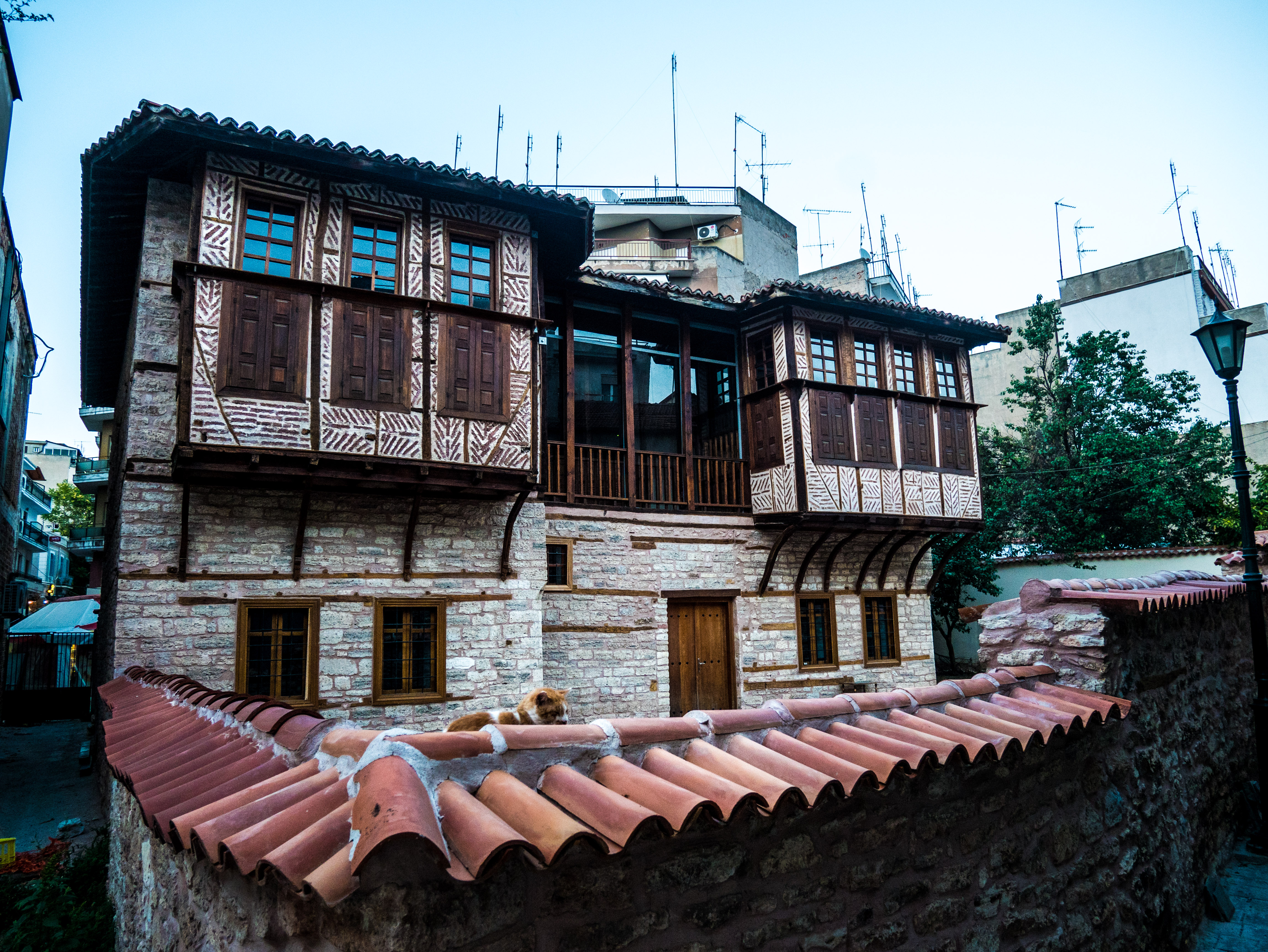